# Uniwersytet w Memphis
Uniwersytet w Memphis (ang. University of Memphis) – amerykańska uczelnia publiczna znajdująca się w Memphis, w stanie Tennessee, założona 10 października 1912 roku.